# Akodon surdus
Akodon surdus је врста глодара из породице хрчкова (лат. Cricetidae). 

## Распрострањење
Ареал врсте је ограничен на једну државу. Перу је једино познато природно станиште врсте.

## Станиште
Станишта врсте су шуме и брдовити предели. Врста је присутна на планинском венцу Анда у Јужној Америци. 

## Угроженост
Ова врста се сматра рањивом у погледу угрожености врсте од изумирања.